# Samart Payakaroon
Samart Thipthamai, conhecido como Samart Payakaroon (em tailandês:  สามารถ พยัคฆ์อรุณ; 5 de dezembro de 1962), é um lutador de Muay Thai e pugilista tailandês. Foi campeão por quatres temporadas do Lumpinee Stadium e campeão mundial peso super-galo do CMD.

## Biografia e carreira
Samart Payakaroon foi apresentado ao Muay Thai por seu irmão mais velho e começou a treinar aos dez anos de idade. Ele foi treinado por Yodtong Senanan, entre outros. Depois de lutar uma dúzia de lutas, em 1978 ele chegou a Bangkok para lutar no Lumpinee Stadium, onde ganhou quatro títulos de campeonato de Muay Thai (1980-1981). Samart é apelidado de Payakaroon por seu estilo de luta que lembra o de um tigre (Payak significa tigre em tailandês). Ele é considerado por muitos o melhor lutador de Muay Thai de todos os tempos.
Em 1982, Payakaroon mudou para o boxe. Em 1986, ele ganhou o título super galo do CMD, derrotando surpreendentemente Lupe Pintor no quinto round. Ele defendeu o título contra Juan Meza por nocaute técnico no décimo segundo round. Payakaroon foi nomeado Lutador Progressista do Ano pela revista The Ring. Em 1987, ele perdeu o título para o invicto australiano Jeff Fenech. Ele voltou na década de 1990, perdendo uma luta por um novo título mundial contra Eloy Rojas em 1994.
Além de sua carreira esportiva, Payakaroon lançou vários álbuns musicais de sucesso na Tailândia e apareceu em vários filmes.